# 조선로동당 중앙위원회 정치국 상무위원회
조선로동당 중앙위원회 정치국 상무위원회(朝鮮勞動黨 中央委員會 政治局 常務委員會)는 북한의 최고의사결정기구인 3인 회의이다. 초기에 3인이었다가 2016년 2인이 추가되어 5인이었고, 2019년 4월 다시 3인으로 줄었다. 약칭으로 정치국 상무위원회(政治局 常務委員會)라고 부른다.

## 상무위원
김정은, 최룡해, 김덕훈, 조용원, 박정천 5명의 상무위원으로 구성되어 있다.

### 김정은
김일성, 김정일에 이은 북한 백두혈통, 조선로동당 총비서, 국무위원회 위원장이고 중앙군사위원회 위원장이며 조선인민군 최고사령관이다.

### 최룡해
김정은에 이어 북한 2인자로 알려져 있다. 30대의 어린 김정은은 백두혈통으로 공식적인 국가원수이지만, 60대의 최룡해가 오히려 북한의 실권자라는 분석이 있다.
중국에서 생활한 중국 유력 인사는 김일성 주석이 최현과 함께 있는 것을 자주 목격했으며, 최현이 김 주석에게 ‘일성아’라고 부르는 것도 여러 차례 들었다. 김일성 저택 옆집이 최현 저택이었고, 최현의 아들 최룡해도 어릴 적 김정일을 ‘형’, 김경희를 ‘누이’라고 부르면서 가깝게 지냈다.
2014년 10월, 인천아시안게임 폐막식에 최룡해가 서울에 왔다. 한국의 대통령 경호원처럼 북한 요원들이 복장을 하고 밀착 경호를 했다. 전세계의 장관들이 외국에 다닐 때 하는 경호 수준이 아니었다. 단장은 황병서였는데, 한국 장관들과 만난 자리에서, 황병서는 침묵만 하고 최룡해가 할 말은 다 했다. 최룡해와 박근혜 대통령이 만나는지가 관심사였는데, 불발되었다고 보도되었다. 중국, 러시아에는 김정은 특사라면서, 대통령 전용기를 타고 최룡해 혼자 다녔다.
2014년 11월, 최룡해가 러시아 모스크바를 방문, 푸틴 대통령과 1시간 동안 비공개 대화를 했다. 최룡해는 박근혜 대통령과 김정은 위원장이 모스크바에서 정상회담을 하도록 주선할 것을 요청했으며, 푸틴 대통령은 핵동결을 하면 주선하겠다고 하였고, 최룡해는 핵동결을 약속했다. 최룡해가 1시간의 비공개 회담 중간에 김정은에게 전화를 걸어 핵동결을 승인받고 푸틴에게 약속한 게 아니라 최룡해가 즉석에서 약속을 한 정황으로 보도되었다.
2019년 4월 11일 14기 최고인민회의 상임위원장으로 선출되었다.

### 김덕훈
2020년 8월 내각 총리로 임명되면서 당 중앙위원회 정치국 상무위원으로 선출되었다.

### 조용원
김정은의 최측근으로 2021년 조선로동당 제8차 대회에서 당 조직지도부 제1부부장으로 임명되며 정치국 상무위원으로 선출되었다.

### 박정천
조선인민군 총참모장으로 2021년 9월 7일 코로나19 관련 업무태만으로 실각한 리병철 중앙군사위 부위원장 겸 중앙위 군수공업부장을 대신해 상무위원으로 선출되었다.

## 관련보도
2017년 9월 3일, 북한 6차 핵실험 직후, 노동신문은 상무위원회 사진을 보도했다. 북한이 핵실험 전후로 정치국 상무위원회 회의를 공개한 건 이번이 처음이다.

## 같이 보기
- 중국공산당 중앙정치국 상무위원회